# Atriplex truncata
Atriplex truncata är en amarantväxtart som först beskrevs av John Torrey och Sereno Watson, och fick sitt nu gällande namn av Asa Gray. Atriplex truncata ingår i släktet fetmållor, och familjen amarantväxter. Inga underarter finns listade i Catalogue of Life.